# Peñón de Bernal
El peñón de Bernal es un macizo rocoso que, con 755 metros de altura, sobresale casi 400 metros del resto del terreno.Consiste en un promontorio monolítico de piedra caliza ubicado en España, al suroeste de la provincia de Almería, en la falda sur de la Sierra de Gádor, dentro del sistema penibético. Su cima sirve como demarcación de los términos municipales de Vícar, Dalías y El Ejido.

## Geología
El origen el período Jurásico hace unos 200 millones de años, cuando la placa tectónica africana chocó con la placa euroasiática.

## Descripción
Monumento Natural recogido en la Red de Espacios Naturales Protegidos de Andalucía (RENPA). Situado entre los municipios de Vícar, Dalías y El Ejido. Pertenece a la Zona Especial de Conservación (ZEC) Sierras de Gádor y Énix.

## Deportes y turismo activo
Prohibidas las actividades deportivas o el turismo activo entre los meses de mayo y diciembre por ser la época de reproducción de aves.
Sólo permitida, previa autorización, la escalada clásica en las vías ya abiertas.
Se puede acceder a través de una ruta ciclista desde Vicar

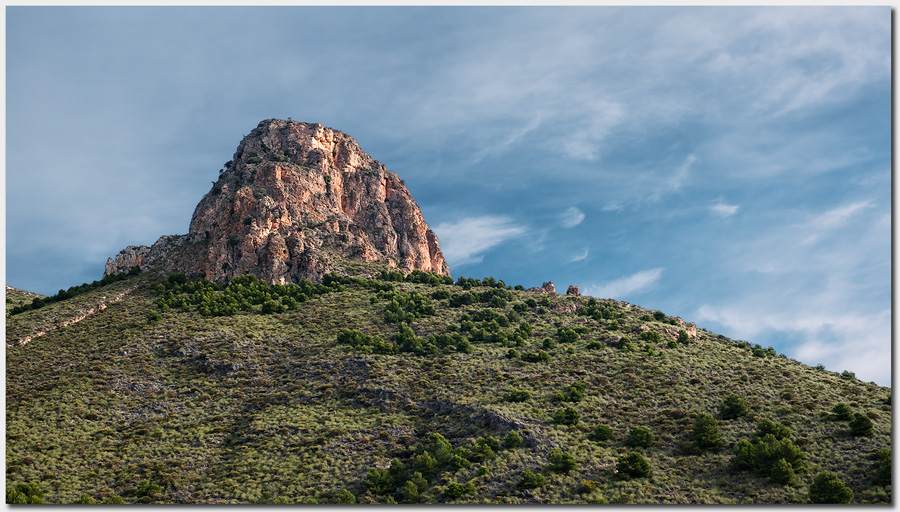
Vista panorámica en dirección noreste.

## Cine

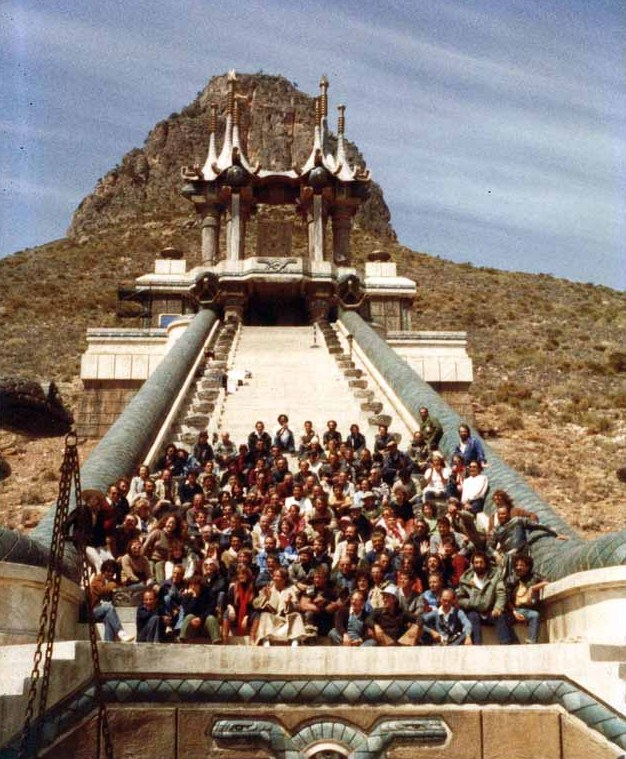
Templo Doom, rodaje de Conan en Peñón de Bernal.

Ha sido una localización para el rodaje de películas en Almería. En concreto, fue una de las principales localizaciones geográficas para el rodaje de la película de Hollywood Conan el Bárbaro. En concreto fue donde se construyó el gran templo de interminable escalera de Thulsa Doom.
Rodaron en Almería durante dos meses. Entre las localizaciones estaban además las dunas de Cabo de Gata, la rambla de Aguadulce, Cuevas del Roque en Felix, hotel la Parra en El Palmer, y playas de Punta Entinas.